# Juho Heiskanen
Juho Henrik Heiskanen (Pielisensuu, 18 dicembre 1889 – Helsinki, 11 dicembre 1950) è stato un militare e politico finlandese.

## Biografia
Heiskanen nacque a Pielisensuu, oggi Joensuu in Finlandia, allora nell'impero russo da una famiglia di piccoli proprietari terrieri; il padre, Pieter, era solito portare con sé a caccia il piccolo Juho e suo fratello Kaarlo e trasmise loro l'amore per la storia e l'epica finlandese, della quale era un cultore, narrando loro le antiche leggende del Kalevala. Sia Juho che il fratello Kaarlo fecero mostra fin dai tempi del ginnasio di sentimenti altamente nazionalisti e russofobi. In particolare Juho, durante l'anno in cui frequentò la scuola militare di Cavalleria di San Pietroburgo fondò una società segreta per l'indipendenza finlandese: perciò venne espulso e ricercato dalla polizia zarista.
Già nel 1910 emigrò in Germania dove fondò insieme a diversi esuli finlandesi ed in collaborazione con alcuni eminenti tedeschi, tra i quali Walter von Medem e Detlof von Winterfeldt una società per l'indipendenza finlandese, lOstrobotnian, presentando anche al governo di Berlino un progetto per uno stato finlandese autonomo ed alleato della Germania con a capo un principe tedesco, probabilmente Adolfo Federico di Meclemburgo-Schwerin, con il quale intratteneva un sincero rapporto di amicizia. Nel 1911 entrò a far parte dell'esercito tedesco con il grado di tenente e si occupò di accogliere nuovi esuli dalla Finlandia e del Baltico, tra cui Kurt Martti Wallenius, Harald Öhquist e Hannu Hannuksela e fu uno dei fondatori del Movimento Jaeger nel 1915.
Allo scoppio della prima guerra mondiale aveva servito con i tedeschi sul fronte orientale, in Masuria ed in Prussia partecipando anche alla battaglia di Tannenberg e guadagnandosi giovanissimo il grado di capitano e la croce di ferro di prima classe. Dopo la fondazione degli Jaeger, scissione autorizzata del XXVII Reggimento Reale Prussiano di Jaeger, in cui Heiskanen, Wallenius ed altri militavano, fu inviato segretamente in Finlandia per preparare la scissione della Russia. Nel 1916 fu arrestato dalla gendarmeria russa di Jyväskylä e condotto a Pietrogrado. Heiskanen fu rilasciato l'anno successivo con la rivoluzione d'ottobre e raggiunse le truppe bianche e nazionaliste in Finlandia. Con il grado di maggiore e successivamente di tenente colonnello Heiskanen partecipò alla guerra civile finlandese con la guardia bianca.
Dopo la guerra Heiskanen, deluso nelle sue speranze di restaurare la monarchia, scomparve gradualmente dalla scena politica, venendo assorbito completamente da compiti militari; fu promosso colonnello nel 1925 e maggior generale nel 1929, divenendo così comandante in capo militare dell'Ingria. Nel 1933 fu nominato addetto militare all'ambasciata finlandese di Berlino. Successivamente fu convinto dall'ex commilitone Wallenius a prestare il suo volto e la sua fama al movimento di estrema destra di Lapua, del quale divenne una delle figure emblematiche pur non prendendo mai parte attiva alla sua politica.
Durante la guerra d'inverno comandò quale tenente generale il IV Corpo d'armata dell'esercito finlandese, ma successivamente fu rimosso dall'incarico da Mannerheim a causa di alcune divergenze strategiche. In seguito fu comandante militare di Viipuri e capo di stato maggiore del generale Lauri Malmberg; tra il 1946 e il 1950 fu ispettore generale del riarmo.